# いすゞシステムサービス
いすゞシステムサービス株式会社（いすずシステムサービス、ISUZU SYSTEMS SERVICE LTD, 略称：ISS）は、いすゞ自動車の100%子会社で、販社会計システムを開発する目的で設立されたシステムインテグレーター。本社を神奈川県横浜市に置く。

## 沿革
- 1977年（昭和52年）7月 - いすゞシステムサービス株式会社を設立。
- 1980年（昭和55年）12月 - いすゞ自動車が100％株式取得。
- 1989年（平成元年）5月 - 本社を東京都港区田町から大田区大森に移転。
- 1996年（平成8年）
  - 9月 - 本社を東京都品川区南大井の大森ベルポートに移転。
  - 12月 - いすゞデータプロセシング株式会社と合併
- 2002年（平成14年）9月 - 株式会社いすゞアイ・ケイ・シーと合併。
- 2008年（平成20年）2月 - 株式会社東鈴コンピューターサービス（東京いすゞの子会社）より事業譲受。
- 2022年（令和4年）5月 - 本社を神奈川県横浜市西区の横濱ゲートタワーに移転。

## 事業所所在地
- 本社 - 神奈川県横浜市西区高島（横濱ゲートタワー）
- 藤沢事業所 - 神奈川県藤沢市土棚
- 川崎駐在 - 神奈川県川崎市